# 群馬県サッカー協会
公益社団法人 群馬県サッカー協会（こうえきしゃだんほうじんぐんまけんサッカーきょうかい、英語: Gunma Football Association、略称：GuFA）は、群馬県教育委員会所管の公益社団法人で、群馬県内で開催されるサッカー大会などを開催する機関。

## 概要
1949年（昭和24年）8月22日に館林高校（旧制・館林中学）のサッカー部を母体として設立。その後群馬県サッカー協会に改称。

## 役員

### 会長
- 針谷章

### 副会長
- 山浦康男
- 竹沢豊
- 坂田和文

### 専務理事
- 菅原宏

## 主な主催大会
- 群馬サッカーリーグ
- 群馬県サッカー協会長杯サッカー大会